# آبجی (فیلم)
آبجی نخستین فیلم مرجان اشرفی‌زاده به تهیه‌کنندگی محمدحسین قاسمی محصول سال ۱۳۹۴ می‌باشد.

## خلاصه داستان
طلا و عطی (آبجی)، مادر و دختری است که سالیان سال است کنار هم زندگی می‌کنند؛ سال‌هایی به درازای زندگی آبجی یعنی حدود ۵۰ سال. اما این وضعیت پایدار نیست و روزهای جدایی از راه می‌رسند. این جدایی در حالی اتفاق می‌افتد که «آبجی» به دلیل شرایط ویژه‌ای که دارد بسیار وابسته به مادر است و «طلا» در زمان باقی مانده به دنبال امنیتی برای آینده «آبجی» است. آینده‌ای بدون حضور خودش.

## دستگیری یکی از بازیگران
خبرگزاری هرانا، ارگان خبری مجموعه فعالان حقوق بشر در ایران، خبر دستگیری معصومه قاسمی‌پور، بازیگر نقش عطی (آبجی) را به نقل از فردی  نزدیک به خانواده وی اعلام کرد.وی در روز ۲۶ شهریور توسط ماموران امنیتی در شهر آمل بازداشت،و مدت کوتاهی پس از رسانه‌ای شدن خبر، با قید وثیقه آزاد شد.